# Konstantin Zeftigen
Konstantin-Fridrich Karłowicz Zeftigen (Zeftingen, Seftigen, Saeftingen) ros. Константин-Фридрих Карлович Зефтиген (ur. 1814, zm. 1889) – złotnik rosyjski.
Konstantin Zeftigen był mistrzem złotnikiem i jubilerem czynnym w Petersburgu oraz starszym bratem złotnika Leopolda Zeftigena. W latach 1848–1857 był Rzeczoznawcą Gabinetu JCW. Wśród złotników pracujących w stolicy i dla dworu cesarskiego Konstantin Zeftigen zajmował bardzo wysoką pozycję, o czym świadczy fakt, że powierzono mu zaprojektowanie i wykonanie korony przeznaczonej na uroczystość koronacji cara Aleksandra II. Pracował na zamówienie dworu JCW Marii Aleksandrowny, a jego firma dostarczała dla dworu złotą biżuterię zdobioną diamentami i innymi cennymi klejnotami. 